# Idmón

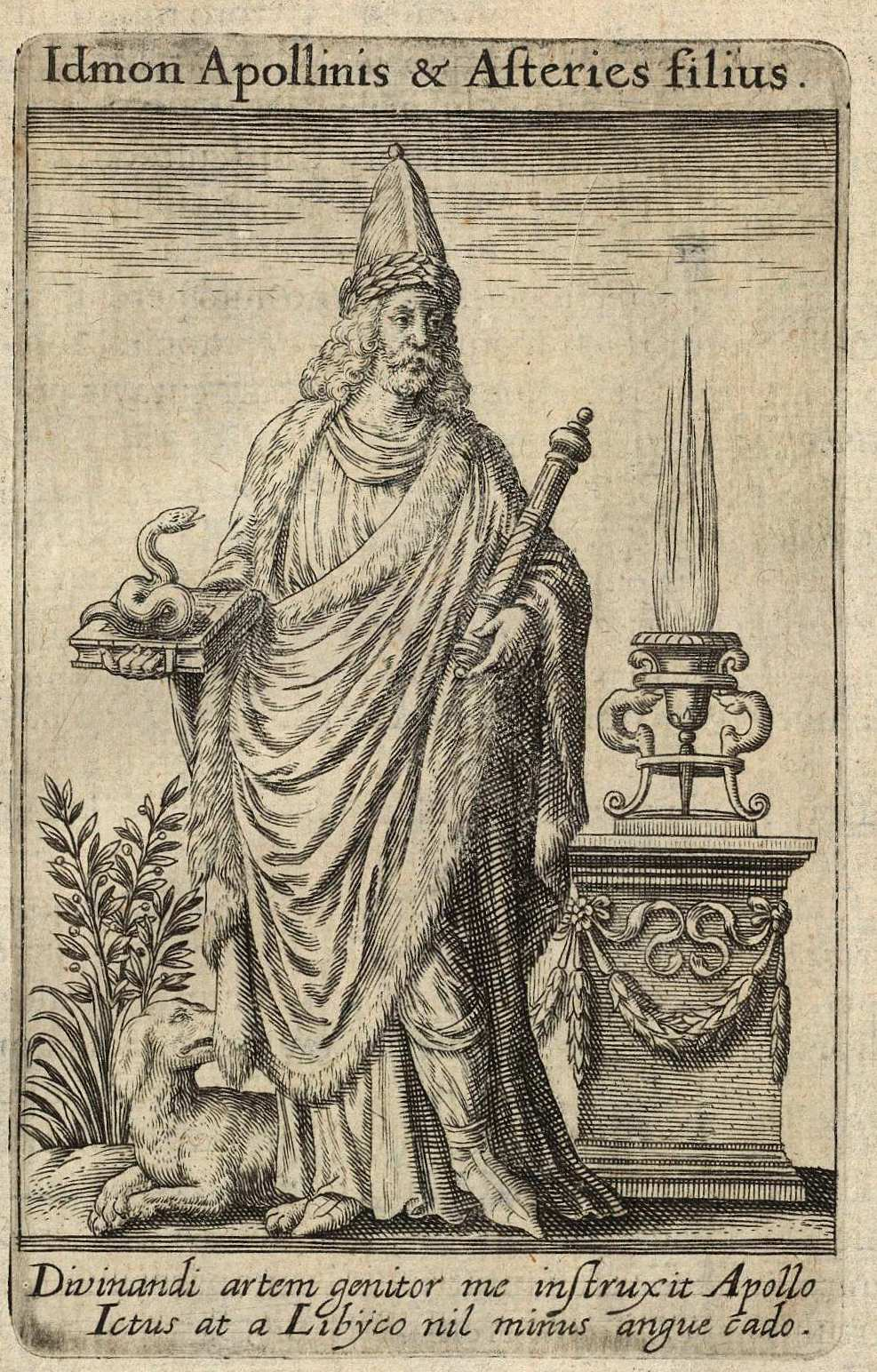
Idmón, grabado en cobre de Johann Theodor de Bry para el Tractatus posthumus de divinatione & magicis præstigiis de Jean-Jacques Boissard, Oppenheim, 1615. Biblioteca Nacional de España.

En la mitología griega, Idmón (en griego antiguo: Ίδμων/Idmôn) era un adivino que participó en la expedición de los argonautas. Ferécides nos dice que era hijo de Apolo y Asteria, hija de Corono. Por una tal Laótoe fue padre de Téstor, otro célebre adivino. En la Argonáuticas órficas se nos dice que Idmón era hijo bastardo de Abante pues Apolo lo había engendrado en Antianira, hija de Feres, y ésta lo había dado a luz junto a la corriente del Anfriso.
Según Apolonio de Rodas, Idmón era hijo de Apolo y tenía como padre humano a Abante; era originario de Argólida. Sus dotes de augur y adivino fueron un regalo de Apolo. En el momento de unirse a los Argonautas, sabía que está destinado a perecer durante la expedición, pero pese a ello participó, acompañado de su hijo Téstor. De hecho, durante la escala de los Argonautas en la corte de Lico, rey de los mariandinos, Idmón fue mortalmente herido en el muslo por un jabalí gigante que merodeaba en un pantano cercano. El jabalí fue muerto por Idas. Los Argonautas honraron a Idmon con tres días de duelo, y le dispensaron un magnífico funeral y sacrificios y le erigieron una tumba. Apolo impuso a los fundadores de Heraclea Póntica que construyeran la ciudad en torno al lugar donde estaba la tumba y honraran a Idmón como héroe tutelar.
En sus propias Argonáuticas, Valerio Flaco también hace de Idmón un hijo de Apolo, originario de Argos  y que también conocía su destino de antemano, pero moría de una enfermedad y no de una herida.
Apolodoro no nombra explícitamente a Idmón en su catálogo de Argonautas, pero lo cita para hablar de su muerte y luego adopta la versión de la herida que le causó el jabalí. Aparte, únicamente dice de Idmón que fue adivino.
En sus Fábulas, Higino nombra a los dos posibles padres de Idmon (Apolo y Abante) e indica, en el caso en que es hijo de Apolo, que su madre es la ninfa Cirene. También en las Fábulas, Idmón se une a los Argonautas sabiendo de antemano que morirá durante la expedición, y es matado por el jabalí durante su estancia en el reino de Lico.